# Igor Lukšić
Igor Lukšić (černohorskou cyrilicí Игор Лукшић; * 14. června 1976, Bar) je černohorský politik, bývalý ministr financí a premiér Černé Hory. Od prosince 2012 do listopadu 2016 ministr zahraničí vlády Černé Hory. Na místo předsedy vlády nastoupil 29. prosince 2010 po rezignaci svého předchůdce Mila Đukanoviće. Který jej ve funkci od 4. prosince 2012 vystřídal.
Igor Lukšić byl nejmladším předsedou vlády v historii. V roce 2016 jej ve funkci nahradil Duško Marković.

## Rodinný život
Igor Lukšić, člen staré a významné černohorské rodiny Lukšićových, se narodil 14. června 1976 v černohorském přístavu Bar. Jeho dědeček, generál černohorského námořnictva, byl horlivým zastáncem černohorské samostatnosti po vzniku druhého Černohorského království v letech 1941–1944. Jeho otec je v současnosti významným námořním inženýrem, v současnosti majitel Lodní společnosti Bar (která mj. zprostředkovala převoz Černohorců z Libye při tamějších nepokojích v roce 2011).

## Studium
Původně chtěl studovat medicínu, nakonec se ale rozhodl pro diplomatické vztahy. Dne 10. června 1998 dokončil studium na Ekonomické fakultě Univerzity Černohorské, kde později získal magisterský titul a titul doktora filozofie.
V roce 2000 se oženil se svou manželkou Natašou, se které má tři děti: Sofii, Darju a Alexeje.

## Politická kariéra

### Ministr financí

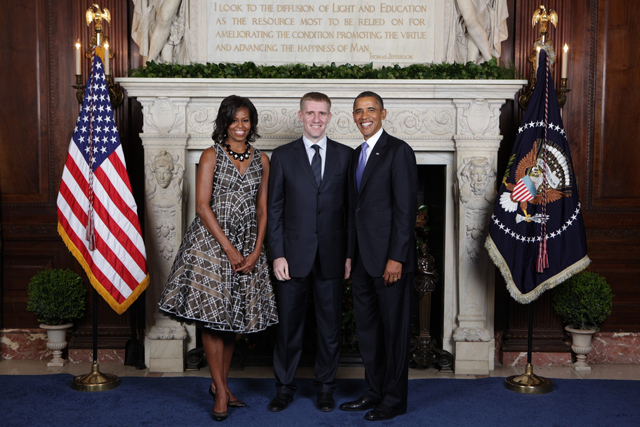
Igor Lukšić s americkým prezidentem Barackem Obamou a první dámou Michelle v Bílém domě v září 2011

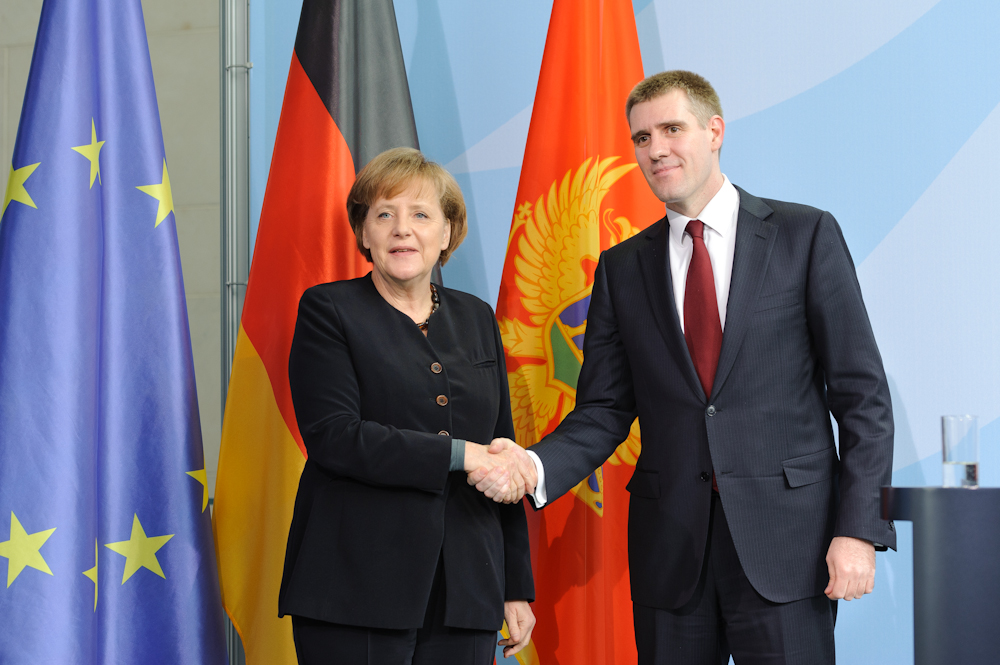
Igor Lukšić s německou kancléřkou Angelou Merkelovou v březnu 2011

Lukšić se v roce 2001 stal členem Černohorského parlamentu. Do dubna 2003 byl poradcem předsedy vlády ve věcech práce s veřejností, do roku 2004 působil jako náměstek ministra zahraničních věcí Srbska a Černé Hory. Od února 2004 a následně po svém znovuzvolení v prosinci 2008 zastával funkci ministra financí. Na tomto místě několikrát prohlásil, že věří v sílu svobodného podnikání a soukromého vlastnictví. Byl zastáncem privatizace s cílem ušetřit a modernizovat pracovní místa v Černé Hoře. Jako ministr financí razantně snížil úpadek země během celosvětové ekonomické krize v roce 2008.

### Předseda vlády
21. prosince 2010 získala Černá Hora status kandidátské země vstupu do Evropské unie. Čtyři dny poté rezignoval tehdejší předseda vlády Milo Đukanović na svou funkci a Igor Lukšić jej nahradil a stal se místopředsedou strany DPS.
Za jeho působení na postu předsedy vlády uznala Černá Hora libyjskou prozatímní národní radu 21. července 2011 a podepsala prohlášení zavrhující nepokoje a násilí v Sýrii. Lukšić dále slíbil, že bude osobně koordinovat veškerou činnost, potřebnou pro vstup země do EU. Dále se snaží o hluboký rozvoj vnitřní ekonomiky Černé Hory. Lukšić aktivně podporuje financování černohorské královské rodiny v čele s korunním princem Nikolou II. Petrovićem-Njegošem žijícím v exilu ve Francii.
Igor Lukšić mluví kromě rodné černohorštiny také anglicky, francouzsky a italsky.

#### Kabinet Igora Lukšiće
| Funkce                                                                   | Jméno                |
| ------------------------------------------------------------------------ | -------------------- |
| Předseda vlády                                                           | Igor Lukšić          |
| 1. místopředseda vlády a ministr spravedlnosti                           | Duško Marković       |
| 2. místopředseda vlády a ministr informační společnosti a telekomunikace | Vujica Lazović       |
| Ministr zahraničních věcí a evropské integrace                           | Milan Roćen          |
| Ministr vnitra                                                           | Ivan Brajović        |
| Ministr financí                                                          | Milorad Katnić       |
| Ministr obrany                                                           | Boro Vučinić         |
| Ministr hospodářství                                                     | Vladimir Kavarić     |
| Ministr dopravy a námořních záležitostí                                  | Andrija Lompar       |
| Ministr udržitelného rozvoje a cestovního ruchu                          | Predrag Sekulić      |
| Ministr zemědělství                                                      | Tarzan Milošević     |
| Ministr školství                                                         | Slavoljub Stijepović |
| Ministr vědy                                                             | Sanja Vlahović       |
| Ministr práce                                                            | Suad Numanović       |
| Ministr zdravotnictví                                                    | Miodrag Radunović    |
| Ministr kultury, sportu a médií                                          | Branislav Mičunović  |
| Ministryně lidských práv a práv menšin                                   | Ferhat Dinoša        |
| Ministr bez portfolia                                                    | Rafet Husović        |